# Wyspy Marshalla na Mistrzostwach Świata w Lekkoatletyce 2011
Wyspy Marshalla na Mistrzostwach Świata w Lekkoatletyce 2011 reprezentowane miały być przez biegacza Romana Cressa, ale ostatecznie nie przybył on na zawody do Daegu.